# Los Sanchos
Los Sanchos es una entidad de población española del municipio de Nacimiento, perteneciente a la provincia de Almería, en la comunidad autónoma de Andalucía.

## Demografía
En 2023, la entidad singular de población de Los Sanchos tenía empadronados 5 habitantes, todos ellos en diseminado.